# John Aprea
Jonathan „John” Aprea (ur. 4 marca 1941 w Englewood, zm. 15 sierpnia 2024 w Los Angeles) – amerykański aktor, komik i producent filmowy.
Odtwórca roli młodego Sala Tessio w filmie Ojciec chrzestny II (1974). Wystąpił w roli Nicka Katsopolisa w siedmiu odcinkach sitcomu ABC Pełna chata (1988–1989, 1991) i jednym odcinku kontynuacji Pełniejsza chata (2017).

## Życiorys
Urodził się i wychowywał w Englewood w New Jersey. Jego rodzice byli włoskimi imigrantami, którzy pochodzili z regionu Campagna. Jego ojciec urodził się w Sorrento, a matka w Castellammare di Stabia. Kiedy dorastał, rodzina Aprei jadała niedzielne obiady z ciotkami i wujkami mieszkającymi w Brooklynie i New Jersey. Rodzina mówiła językiem neapolitańskim. W 1959 ukończył Dwight Morrow High School.
W 1968 zadebiutował na ekranie w roli zabójcy z San Francisco w dreszczowcu kryminalnym Petera Yatesa Bullitt. Na początku lat 70. wziął udział w przesłuchaniu do roli Michaela Corleone w filmie Ojciec chrzestny i został odrzucony. Aprea dostał się do tego cyklu filmów, kiedy w końcu zaproponowano mu rolę młodego Sala Tessio w kontynuacji tego filmu Ojciec chrzestny II (1974). W tym czasie był już doświadczonym aktorem filmowym i telewizyjnym. Jako czarny charakter Manny Vasquez w operze mydlanej CBS Knots Landing (1988) otrzymał nagrodę Soap Opera Digest.

## Życie prywatne
W 1966 ożenił się z Cherie Latimer, z którą miał jedno dziecko. W styczniu 1971 rozwiódł się. 31 grudnia 1987 zawarł związek małżeński z Ninon, z którą miał córkę Nicole Alexandrę (ur. 1988). 18 października 1998 doszło do rozwodu. 25 lipca 2016 poślubił Betsey Graci.

### Śmierć
Zmarł 15 sierpnia 2024 z przyczyn naturalnych w swoim domu w Los Angeles w wieku 83 lat. 

## Filmografia

### Filmy
- 1968: Bullitt jako zabójca
- 1970: Dziewczyna z Las Vegas (The Grasshopper) jako Worek z lodem
- 1970: Ciemna strona jutra (The Dark Side of Tomorrow) jako Jim Jeffers
- 1974: Ojciec chrzestny II (The Godfather Part II) jako młody Sal Tessio
- 1991: New Jack City jako Don Armeteo
- 1997: Gra (The Game) jako Kierownik elektryczny
- 2004: Kandydat (The Manchurian Candidate) jako kontradmirał Glick

### Seriale
- 1970: Mannix jako bandyta
- 1979: Wonder Woman jako Dupris
- 1982–84: Matt Houston jako Lejtnant Vince Novelli
- 1985: Hardcastle i McCormick
- 1985: Drużyna A (The A-Team) jako Woody Stone
- 1985: Simon i Simon (Simon & Simon) jako Sidney Gretchen
- 1987: Falcon Crest jako Szeryf Jack North
- 1988: Knots Landing jako Manny Vasquez
- 1988–89: Pełna chata (Full House) jako Nick Katsopolis
- 1989: Detektyw w sutannie jako Peter Luciani
- 1989–92: Inny świat (Another World) jako Lucas Castigliano
- 1991: Melrose Place jako John Bryant
- 1991: Pełna chata (Full House) jako Nick Katsopolis
- 1993: Jedwabne pończoszki (Silk Stockings) jako Frank Danner
- 1995: Renegat (serial telewizyjny) jako Vino Borelli
- 1995: Jedwabne pończoszki (Silk Stockings) jako Ross Simon
- 1997–98: Inny świat (Another World) jako Alexander Nikos
- 1999: Dni naszego życia (Days of Our Lives) jako dr Bryce
- 1999: Śmiałkowie (Rough Riders) jako Dr Bryce
- 1999: Niebieski Pacyfik (Pacific Blue) jako Sonny Sorrento
- 1999: Rodzina Soprano jako prawnik USA
- 2000: Bez pardonu jako kucharz detektywów
- 2001–2002: Wbrew regułom jako Victor Tommasino
- 2005: Nowojorscy gliniarze jako Owen Munson
- 2009: Dowody zbrodni (Cold Case) jako Paul Romano '09
- 2010: Magia kłamstwa (Lie to me) jako Victor Musso
- 2012: Dni naszego życia (Days of Our Lives) jako Arthur
- 2013: CSI: Kryminalne zagadki Las Vegas jako Pit Boss
- 2017: Pełniejsza chata jako Nick Katsopolis